# Nictinastia
Nictinastia (do grego “nyctos” = noite; nastos = fechar) é uma modalidade de nastia (ou nastismo), uma forma de resposta não direcional a estímulos exógenos provocada em reacção à luz. As plantas que apresentam este tipo de nastia, durante o dia posicionam suas folhas abertas e voltadas para cima, para captar melhor a luminosidade, e a noite as folhas são posicionadas fechadas .
Desta forma, com o estimulo luminoso que a planta recebe ao longo do dia, ela mantem suas folhas abertas, pois algumas células, localizadas na base do pecíolo (pulvino) de cada folha conseguem perder água rapidamente. Isto ocorre devido ao movimento dos íons cloro e potássio através das membranas, causando movimento da água para dentro ou para fora da célula, que proporciona mudança de turgor na célula.